# Britsko-americká válka
Britsko-americká válka (též válka roku 1812, druhá americká válka za nezávislost, americká válka 1812–1815 či anglo-americká válka) byla vojenským střetnutím mezi USA a Britským impériem (1812–1815). Důvodem pro ně byly spory v oblasti námořního obchodu a rozdělení území a sfér vlivu na severoamerickém kontinentu mezi Spojenými státy a Velkou Británii. Válku oficiálně vyhlásily Spojené státy americké 18. června 1812 a krátce poté zahájily obě strany aktivní bojové akce. Britská strana těžila ze své vstřícnější politiky vůči indiánům, která byla hlavním důvodem, že většina indiánů účastnících se války bojovala na její straně (včetně zbytků Tecumsehovy aliance), Američané zase z toho, že většinu britské pozornosti i zdrojů poutaly zpočátku napoleonské války.

## Bojiště

### Oceán a pobřeží
Britové brzy ovládli Atlantský oceán (Američané se zmohli jen na menší akce spíše korzárského typu). V pozdějších fázích války, kdy se jim podařilo po porážce Napoleona vyslat do Ameriky větší síly, bez potíží napadali americké pobřeží a obsazovali některé menší přístavy. V roce 1814 relativně malý britský kontingent bez potíží rozehnal americké milice a vypálil Washington. Naproti tomu boje o New Orleans (1814/1815) skončily rozhodným vítězstvím Američanů.

### Kanada a americký severozápad
Na pevnině dosáhli Britové a indiáni zpočátku řadu úspěchů – dobyli Detroit a ovládli velkou část Michiganu. Naproti tomu americký pokus o obsazení Horní Kanady skončil drtivou porážkou v bitvě na Queenston Heights. Tato bitva však znamenala též citelnou ztrátu pro britskou stranu, protože v ní padl výjimečně schopný velitel britských sil na kanadské frontě, sir Isaac Brock. Smrt Tecumseha v bitvě na řece Thames a drtivé vítězství námořnictva USA v bitvě na Erijském jezeře v roce 1813 přinutily Brity k ústupu zpět do Horní Kanady a připravily je o řadu indiánských spojenců, nicméně nové pokusy Američanů o obsazení Horní Kanady byly opět neúspěšné.
Američané podnikli v pozdějších fázích války dva pokusy o vpád do oblasti Dolní Kanady, ale oba byly naprosto neúspěšné. Potvrdili však svoji nadvládu nad Velkými jezery v bitvě na jezeře Champlain.

## Konec války

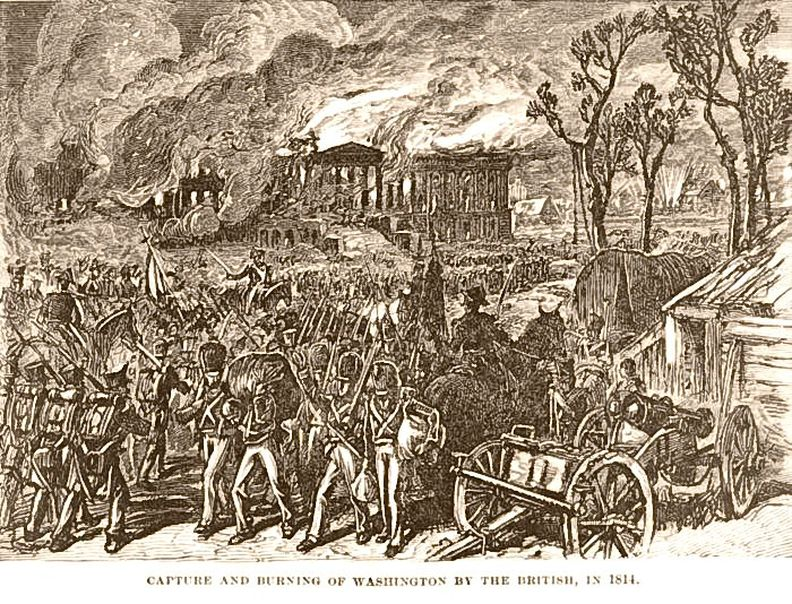
Britské Jednotky vypalují Washington

Ukázalo se, že rozhodnout válku ve svůj prospěch nedokáže ani jedna ze stran. Velká Británie se svým impériem byla stále největší světovou mocností a USA ji nebyly schopny porazit, na druhé straně obrovská vzdálenost amerického bojiště neumožňovala Velké Británii dostatečně využít svojí převahy a dosáhnout konečného vítězství. Válka začala být z ekonomického hlediska neúnosná pro obě strany a smlouva z Gentu proto nastolila v Severní Americe status quo ante bellum, s některými drobnými změnami ohledně námořního obchodu a rybářských práv.
Mírová smlouva v Gentu byla uzavřena 24. prosince 1814, avšak než se zpráva o ní dostala na místo, proběhla ještě bitva u New Orleans, kde zvítězily americké síly pod vedením Andrewa Jacksona, který zde získal svou popularitu.

## Dopady
Válka měla značné důsledky na politické dějiny Spojených států. Největší neklid vyvolala na severu USA, ve státech tzv. Nové Anglie (Maine, New Hampshire, Vermont, Massachusetts, Rhode Island, Connecticut). Válka zde byla od počátku nepopulární, jednak kvůli dobrým obchodním vazbám s Brity, které narušilo vládní embargo, jednak proto, že šlo o baštu federalistické strany a válku vedl republikán James Madison. V říjnu 1814 nespokojenci svolali sjezd do města Hartford v Connecticutu. V lednu roku 1815 zasedání přijalo tzv. Hartfordskou konvenci. V prohlášení se uvádělo, že severní státy mají právo se odtrhnout od USA, pokud centrální vláda bude porušovat jejich suverenitu a zazněl požadavek na několik dodatků ústavy: jeden měl zaručit, že obchodní embargo centrální vlády nesmí trvat déle než 60 dní, další, že k vyhlášení války má být potřeba dvoutřetinová většina v Kongresu, jeden politik měl právo být zvolen jen na jedno prezidentské období a další prezident by podle návrhu nesměl být ze stejného státu jako jeho předchůdce. Hartfordská konvence však neměla ve zbytku Spojených států dobrý ohlas, byla vnímána jako separatistická a vlastizrádná. Jejím hlavním politickým důsledkem tak bylo, že kdysi vlivná federalistická strana po válce prakticky zmizela z amerického politického spektra.
Vztahy s Británií se po válce nečekaně rychle zlepšovaly, již roku 1815 se vrátili do Washingtonu i Londýna velvyslanci. Negativnější dopady byly na vztahy s Kanadou. Ta se ještě dlouho obávala nové americké invaze. Vybudovala kvůli tomu rozsáhlou síť obranných opatření a pevností. Rovněž prakticky zamezila tomu, aby do ní přicházeli migranti ze Spojených států. Naopak povzbuzovala přistěhovalectví z Británie.